# Xi Aquilae
ξ Aquilae (Xi Aquilae, kurz ξ Aql; auch: Libertas) ist ein etwa 186 Lichtjahre entfernter Riesenstern der Spektralklasse G9 im Sternbild Adler. Er hat einen Begleiter mit der systematischen Bezeichnung ξ Aquilae b, bei dem es sich um einen Exoplaneten handeln könnte.

## Begleiter
ξ Aquilae b (Xi Aquilae b, auch: Fortitudo) ist ein Exoplaneten-Kandidat. Er umkreist den Zentralstern mit einer Umlaufperiode von 137 Tagen mit einer großen Halbachse von ca. 0,7 Astronomischen Einheiten und hat eine Masse von etwa 3 Jupitermassen. Der Begleiter wurde von Bunei Sato et al. entdeckt.